# Vierge à l'Enfant sur un trône
Vierge à l'Enfant sur un trône est un tableau réalisé en 1510 par le peintre italien Giovanni Bellini et son atelier. Cette huile sur panneau de bois est une Madone montrant Marie assise sur un trône monumental tandis que l'Enfant Jésus, debout sur sa cuisse droite, fait le signe de bénédiction. L'œuvre est conservée au musée Jacquemart-André, à Paris, en France.